# Diaphone evidens
Diaphone evidens är en fjärilsart som beskrevs av Guérin-ménéville 1829. Diaphone evidens ingår i släktet Diaphone och familjen nattflyn. Inga underarter finns listade i Catalogue of Life.